# تیم ملی بسکتبال موریس
تیم ملی بسکتبال موریس،نماینده موریس در مسابقات بین المللی بسکتبال است. این تیم هنوز به جام جهانی و قهرمانی آفریقا راه نیافته است.